# Гимназија „Црњански” Београд
Гимназија „Црњански” је приватна средња школа која се налази у Улици Ђорђа Огњановића 2 на Чукарици у Београду, а основана је 2002. године.

## Опште информације
Школа је основана 2002. године и верификована од стране Министарства просвете и спорта Србије. Године 2004. школа је добила сагласност и наставила свој рад као гимназија општег типа.
Гимназија „Црњански” део је образовног програма „Црњански” који обухвата образовање кроз предшколске установе, све до средњег образовања, укључујући и међународне програме. Добила је име по Милошу Црњанском, српском књижевнику и једном од најзначајнијих стваралаца српске литературе 20. века.